# توم وجيري في نيويورك
توم وجيري في نيويورك (بالإنجليزية: Tom and Jerry in New York)‏ هو مسلسل رسوم متحركة أمريكي تم عرضه لأول مرة على ماكس في 1 يوليو 2021 وانتهى في 18 نوفمبر 2021.   يعتمد على شخصيات توم وجيري ومسلسل الرسوم المتحركة المسرحي الذي أنشأه ويليام هانا وجوزيف باربيرا ويعمل كسلسلة تكملة مستقلة لفيلم توم وجيري، الذي تم إصداره في دور السينما وإيتش بي أو ماكس في 26 فبراير 2021.  
مع حلقات من إخراج داريل فان سيترز ، يتمتع العرض بنفس أسلوب الفن مثل عرض توم وجيري مع عودة الطاقم الأصلي إلى جانب ويليام هانا (عبر تسجيلات الأرشيف) كأصوات توم وجيري .
تتكون كل حلقة عادة من أربعة أجزاء: الأجزاء الأول والثاني والرابع مدة كل منها 5-6 دقائق، والجزء الثالث مدة كل منها 4 دقائق.
يضم الفيلم طاقم الممثلين ويليام هانا (تسجيلات أرشيفية)، وجوي دوريا ، وريك زيف ، وسام كواسمان.   يظهر تافي ولكن ليس لديه أدوار متحدث.

## حبكة
تدور أحداث المسلسل بعد أحداث فيلم 2021 ، ويتابع توم وجيري في مغامرات جديدة في فندق رويال غيت وفي جميع أنحاء نيويورك. 

## طاقم صوتي
- وليام هانا (التسجيلات الصوتية) باسم:
  - توم، الذي تم تصويره بشكل مختلف على أنه قط منزلي بالغ أزرق/رمادي يؤدي وظيفته، وضحية لمحاولات ابتزاز جيري، أحيانًا في نفس القصة [ا] .
  - جيري، فأر بني صغير يعيش في نفس المنزل مع أصحاب توم، مما يسمح بحدوث الفوضى والدمار أثناء قتاله مع توم.
- ماوس تافي : الفأر اليتيم الصغير، الرمادي، الذي يرتدي الحفاضات، وهو تحت رعاية جيري. ليس له أي دور ناطق في المسلسل.
- جوي دي أوريا بدور القط بوتش : قط أسود يعيش في زقاق وهو زعيم مجموعة قطط الزقاق المتنمرين الذين عادة ما يكونون أصدقاء مع توم ويساعدونه في القبض على جيري.
- ريك زيف في دور سبايك : كلب البولدوج الرمادي العضلي هو كلب ودود ومحبوب بشكل عام، وهو أب محب لابنه تايك.
- سام كواسمان في دور كويكر : بطة صغيرة تثق كثيرًا في توم، حتى أنها تثق في توم في العديد من المواقف التي يرغب فيها توم في أكله.
- راشيل ماكفارلين في دور Toodles Galore (يُنسب إلى Toots)، جويني، ريفا ماكديفا
- جريفين الرمادية في دور راعية حديقة الحيوانات، والحمامة، ومذيعة حديقة الحيوانات
- ستيفن ستانتون في دور البواب وسائق التاكسي ومالك المتجر وبائع الهوت دوج ومذيع المتجر
- ديان ميشيل في دور السيدة العجوز، السيدة فانداركاشيان
- فلولا بورج في دور جونار
- ليزلي ديفيد بيكر في دور السيد بايبر
- بريان تي ديلاني في دور تشابمان، حارس حديقة الحيوان
- كيمبرلي بروكس بدور الفريق أول الأم
- ريجي ديفيس في دور الرقيب كلايتون تي ماك تابي، زوج السفير
- كورت كانازاوا كمترجم رقمي ومذيع
- دانيال روس في دور جيمي
- لارين نيومان في دور روزي
- كاري والغرين في دور الأم
- دي برادلي بيكر في دور المشاة
- كريس إدجيرلي في دور رولف ورودي
- تريفور ديفال في دور توم البديل
- كاتي لي بدور الأرملة والفتاة الصغيرة
- كارلوس ألازراكوي في دور اللص
- ساندي فوكس في دور الطيور

## الحلقات

### نظرة عامة على السلسلة
| المواسم | المقاطع | الحلقات | الإصدار الأصلي |
| ------- | ------- | ------- | -------------- |
| 1       | 28      | 7       | 1 يوليو 2021   |
| 2       | 24      | 6       | 18 نوفمبر 2021 |

تم إخراج جميع الحلقات بواسطة داريل فان سيترز .

## روابط خارجية
- توم وجيري في نيويورك على موقع IMDb (الإنجليزية)
- توم وجيري في نيويورك على موقع كينوبويسك (الروسية)
- توم وجيري في نيويورك على موقع ألو سيني (الفرنسية)
- توم وجيري في نيويورك على موقع قاعدة بيانات الفيلم (الإنجليزية)

1. ↑  As with Tom and Jerry Special Shorts (2021) and other Tom and Jerry television series, Hanna's voice is archived following his death. He also isn't credited for his performance.